# Norio Jošimizu
Norio Jošimizu (* 21. srpen 1946) je bývalý japonský fotbalista.

## Klubová kariéra
Hrával za Furukawa Electric.

## Reprezentační kariéra
Norio Jošimizu odehrál za japonský národní tým v roce 1970 celkem 4 reprezentační utkání.

## Statistiky
| Japonsko | Japonsko | Japonsko |
| Roky     | Záp.     | Góly     |
| -------- | -------- | -------- |
| 1970     | 4        | 1        |
| Celkem   | 4        | 1        |